# Enrique I el Barbudo

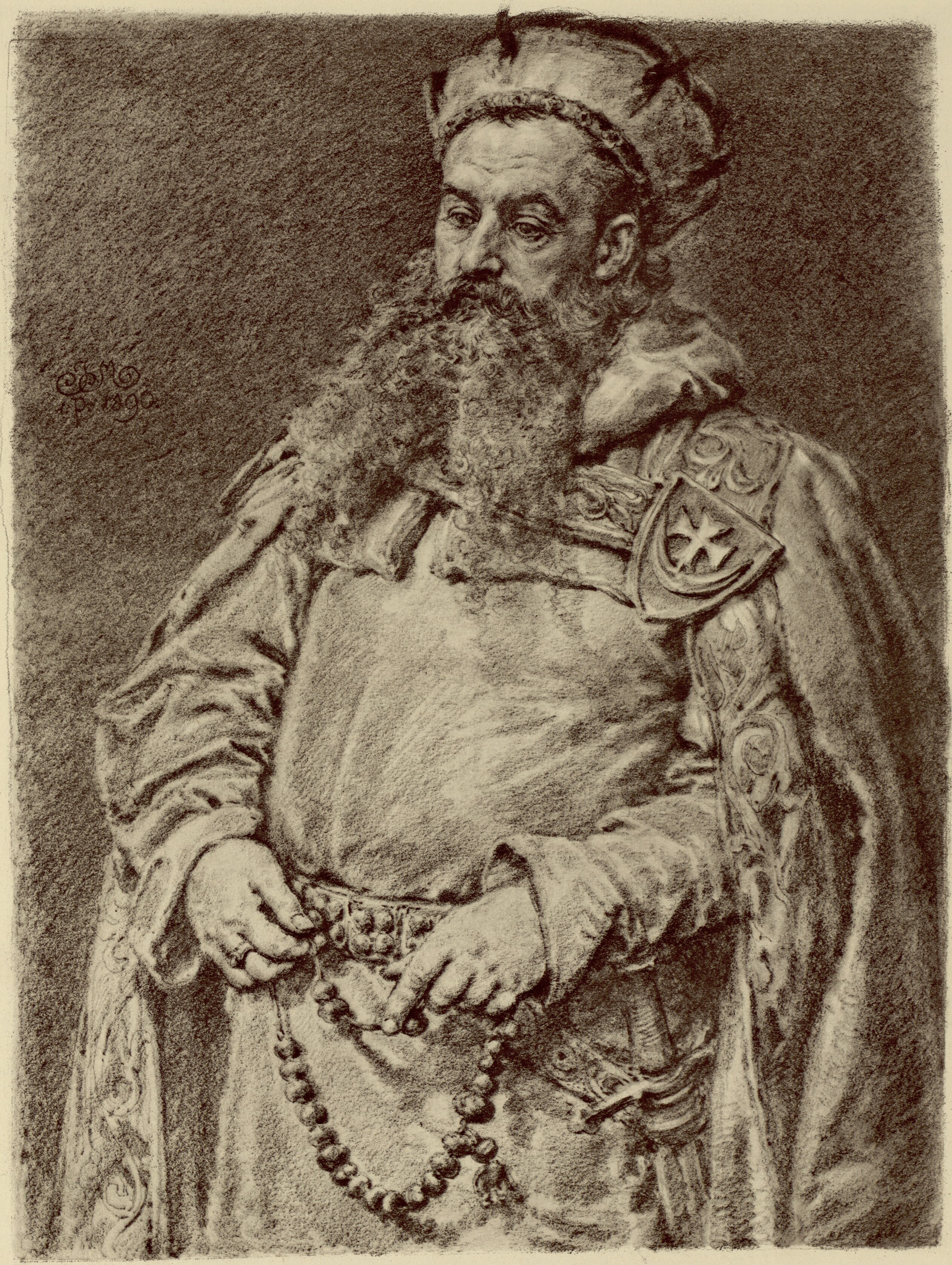
Enrique el Barbudo

Enrique I. (también conocido como: Enrique I. de Silesia; Enrique I. de Polen; Enrique el Barbudo, en polaco: Henryk I Brodaty, en alemán: Heinrich der Bärtige)* (c. 1165 en Głogów-† 1238 en Krosno Odrzańskie) fue entre 1201-1238 duque de Silesia y entre 1232-1238 duque de Polonia.

## Familia
Enrique procedía de la línea dinástica de los Piastas. Sus padres fueron Boleslao I el Largo de Silesia y Adelaida, hija del conde palatino Berengario I de Sulzbach. Enrique tuvo tres hermanos y dos hermanas, de los que cabe destacar:
- Jaroslaw († 1201), Opole y obispo de Breslau y
- Adelaida, casada con el margrave Diepold III. de Moravia.

En 1186 Enrique contrajo matrimonio con Eduviges de Andechs, hija de Bertoldo IV de Merania. Fruto del matrimonio nacieron cuatro hijos y tres hijas, entre ellos:
- Enrique II de Silesia († 1241), duque de Silesia
- Conrado († 1235/37)
- Gertrudis, prometida del conde palatino Otón de Wittelsbach, tras cuya muerte pasaría a ser la abadesa de Trzebnica.

## Biografía
Tras la muerte de su padre en 1201 Enrique se convirtió en el único heredero. En 1202 su tío Mieceslao I heredó la región de Opole. Tras un acuerdo el 22 de noviembre del mismo año Enrique cedió la región de Oppeln y tuvo que acceder a separar el derecho de herencia mutuo de las dos líneas de sucesión; con ello se dio paso a la separación en dos líneas:
- ducado de Silesia (ducatus Slezie) constituido por Silesia Media y Silesia Baja,
- ducado de Opole (ducatus Opol), constituido por las regiones de Opole-Ratibor, (lat.) Bitom, (lat.) Plessina, (lat.) Ozviecinum y (lat.)Seuor.

Entre 1201 y 1206 consiguió (según se cree) por medios pacíficos una parte de Gran Polonia incluyendo Kalisz y en la década posterior se hizo con la Tierra de  Lebus. Entre 1222-1223 luchó con el duque Conrado I de Mazovia contra los prusianos. Estrechó alianzas con la Orden Teutónica y favoreció la cesión de la Tierra de Chełmno a estos últimos. Presuntamente durante un conflicto entre las familias nobles de Grzyfita y Odrowąż en 1225 llevó un ejército a las puertas de Cracovia.
Tras la muerte del duque polaco Leszek I el Blanco en 1227 se hizo con Cracovia, junto con Pequeña Polonia y Sandomir, así como tierras de Granpolonia hasta el río Varta y de esta forma unificar gran parte de Polonia. Tras las campañas por la Gran Polonia y la lucha por el trono de Cracovia, Enrique fue capturado en 1229 por Conrado de Mazovia durante una celebración religiosa en Spytkowice y retenido en Płock, Mazovia. Fue liberado tras la mediación de la duquesa Eduviges, pero tuvo que renunciar a Cracovia. A partir de 1230 regentó su dominio en Oppeln, ya que se le concedió la tutela de los hijos menores del duque Casimiro I.
Tras la muerte de Ladislao III, quien en 1229 fuera expulsado de Cracovia por Conrado I de Mazovia, Enrique heredó en 1231 la Gran Polonia y la regencia de Cracovia. De esta forma se convirtió en Princeps de Polonia, cuya unión tanto deseaba, pero este ansia le llevó a un nuevo conflicto con el duque Conrado I de Mazovia y de Polonia.
Enrique I favoreció la ocupación alemana del país, que ya iniciara su padre, y que conllevó una separación cada vez mayor de Silesia del resto de Polonia. Fundó las ciudades de Złotoryja, Środa Śląska así como Lwówek Śląski. También apoyó la labor colonizadora del Abadía Leubus aplicando la Ley Alemana a algunas de las colonias eslavas existentes.
Al parecer bajo la influencia de su esposa Eduviges, quien fuera beatificada después, fundó el monasterio de Zisterzienserinnen en Trebnitz y autorizó la fundación y colonización de la Abadía Heinrichau por parte de Zisterziensern. Aunque él mismo fuera profundamente religioso, en 1237 fue excomulgado por no acceder a las pretensiones de la Iglesia en lo referente a la inmunidad eclesiástica. También tuvo altercados con el Bistum Breslau por los diezmos de los nuevos colonos alemanes.
Tras su muerte en 1238 fue enterrado en la iglesia monasterio de Trebnitz.
| Predecesor: Conrado I de Mazovia | Gran Duque de toda Polonia 1232-1238 | Sucesor: Enrique II el Piadoso |